# Palm Beach International Airport

i7
i11
i13
Der Palm Beach International Airport ist einer der drei internationalen Flughäfen der Metropolregion Miami in Florida.

Er wurde 1936 eröffnet und liegt in etwa 80 Kilometern Entfernung zu Miami westlich der Stadt West Palm Beach.

## Geschichte
Im Jahr 1936 wurde der damals als Morrison Field bekannte Flughafen fertiggestellt, im selben Jahr begann Eastern Air Lines mit der Nutzung des Flughafens. Die offizielle Einweihung erfolgte am 19. Dezember 1936. Im Januar 1937 erhielt die Palm Beach Aero Corporation einen fünfjährigen Pachtvertrag für einen Hangar. Dieser befand sich am südlichen Ende des Flughafens, zusammen mit einem anderen Gebäude, welches als Eastern Air Lines Terminal bekannt wurde.
Im November 1940 begann das United States Army Air Corps aufgrund des Zweiten Weltkriegs mit dem Umbau des Flughafens für eine militärische Nutzung, die Aktivierung als Militärflugplatz erfolgte 1941. Die zivile Luftverkehr wurde zum sechs Meilen südlich gelegenen Lantana Airport verlegt. 1947 verlegte das Air Transport Command seinen Betrieb nach Mobile (Alabama) im US-Bundesstaat Alabama. Am 30. Juni 1947 wurde die Morrison Air Force Base deaktiviert. Im September desselben Jahres begann das Palm Beach County, ein ehemaliges Gebäude der United States Air Force auf der nördlichen Seite des Flughafens als Passagierterminal zu nutzen. Am 11. August 1948 wurde der Flughafen offiziell in Palm Beach International Airport umbenannt. Er wurde in den 1940ern lediglich von Eastern Air Lines und National Airlines angeflogen. Im Jahr 1950 kam die Fluggesellschaft Bahamas Air hinzu.
Im September 1951 wurde die Morrison Air Force Base aufgrund des Koreakrieges reaktiviert. Der zivile Flugverkehr wurde anschließend wieder am Südende des Flughafens abgewickelt. Später wurde das erste permanente Passagierterminal im County errichtet. Die Errichtung des Terminals kostete 125.000 US-Dollar. In den Folgejahren nahmen zahlreiche weitere Fluggesellschaften den Palm Beach International Airport in ihr Streckennetz auf.
Im Jahr 1959 übernahm das Palm Beach County erneut den Betrieb des Flughafens. 1960 ging das Flughafengelände in das Eigentum des Countys über, des Weiteren begann Delta Air Lines mit der Nutzung des Flughafens. Im nächsten Jahr folgte auch United Airlines. Im November 1963 wurde bei einer Abstimmung eine Verlegung des Verkehrsflughafens abgelehnt. Stattdessen wurde die Erweiterung des bestehenden Flughafens geplant. Im Jahr 1965 wurde durch eine Anleihe in Höhe von 4 Millionen US-Dollar die Errichtung einer Wartungsbasis finanziert. Am 29. Oktober 1966 wurde ein neues Passagierterminal eingeweiht. Später wurde ein neuer Kontrollturm errichtet. Im Jahr 1974 errichtete Delta Air Lines ein eigenes Passagierterminal.
Am 23. Oktober 1988 wurde ein neues Passagierterminal eingeweiht. Dieses wurde nach David McCampbell, einem Fliegerass der United States Navy während des Zweiten Weltkriegs, benannt. Es kostete über 150 Millionen US-Dollar und verfügte zu Beginn über 25 Flugsteige. Im Jahr 1991 wurde das erste Passagierterminal aus den 1950er Jahren abgerissen.

## Verkehrszahlen
| Jahr | Fluggastaufkommen | Luftfracht (Tonnen) mit Luftpost | Flugbewegungen (mit Militär) |
| ---- | ----------------- | -------------------------------- | ---------------------------- |
| 2019 | 6.895.385         | 26.894                           | 142.522                      |
| 2018 | 6.513.943         | 24.765                           | 139.915                      |
| 2017 | 6.322.452         | 23.814                           | 140.383                      |
| 2016 | 6.264.397         | 21.117                           | 144.282                      |
| 2015 | 6.265.530         | 23.738                           | 144.797                      |
| 2014 | 5.886.384         | 25.076                           | 135.897                      |
| 2013 | 5.691.747         | 19.660                           | 135.587                      |
| 2012 | 5.609.168         | 18.700                           | 136.155                      |
| 2011 | 5.769.583         | 18.213                           | 143.194                      |
| 2010 | 5.887.723         | 17.253                           | 141.387                      |
| 2009 | 5.994.606         | 12.017                           | 138.092                      |
| 2008 | 6.476.303         | 13.573                           | 172.599                      |
| 2007 | 6.936.449         | 14.771                           | 190.662                      |
| 2006 | 6.824.789         | 17.202                           | 192.850                      |
| 2005 | 7.014.237         | 17.522                           | 165.901                      |
| 2004 | 6.537.263         | 18.377                           | 171.038                      |
| 2003 | 6.014.186         | 18.261                           | 171.692                      |
| 2002 | 5.483.662         | 18.125                           | 166.908                      |
| 2001 | 5.939.404         | 20.607                           | 189.063                      |
| 2000 | 5.842.594         | 20.975                           | 193.847                      |
| 1999 | 5.742.634         | 23.136                           | 179.828                      |
| 1998 | 5.899.482         | 23.509                           | 186.320                      |
| 1997 | 5.813.361         | 30.718                           | 192.090                      |

### Verkehrsreichste Strecken
| Rang | Stadt                        | Passagiere | Fluggesellschaft          |
| ---- | ---------------------------- | ---------- | ------------------------- |
| 01   | Atlanta, Georgia             | 638.360    | Delta, Southwest          |
| 02   | Newark, New Jersey           | 407.280    | Frontier, JetBlue, United |
| 03   | New York-LaGuardia, New York | 320.740    | American, Delta, JetBlue  |
| 04   | Boston, Massachusetts        | 264.710    | Delta, JetBlue, Spirit    |
| 05   | Charlotte, North Carolina    | 255.360    | American                  |
| 06   | New York-JFK, New York       | 251.000    | Delta, JetBlue            |
| 07   | Philadelphia, Pennsylvania   | 165.350    | American, Frontier        |
| 08   | Westchester County, New York | 160.030    | JetBlue                   |
| 09   | Baltimore, Maryland          | 141.320    | Southwest                 |
| 10   | Islip, New York              | 132.210    | Frontier, Southwest       |

## Zwischenfälle
- Am 21. August 1956 stürzte eine Douglas C-124A Globemaster II der United States Air Force (USAF) (Luftfahrzeugkennzeichen 52-1005) nahe der Morrison Air Force Base in eine Baumschule. Die Maschine befand sich auf einem Trainingsflug in der Platzrunde, als sich die Propellermanschette des Triebwerks Nr. 2 (links innen) löste, durch den Rumpf geschleudert wurde und die Steuerseile der rechten Motoren Nr. 3 und 4 durchtrennte. Von den sechs Besatzungsmitgliedern kamen drei ums Leben.[5]